# Lipiany (gmina)
Pour les articles homonymes, voir Lipiany (homonymie).
Lipiany est une gmina mixte du powiat de Pyrzyce, Poméranie occidentale, dans le nord-ouest de la Pologne. Son siège est la ville de Lipiany, qui se situe environ 16 km au sud de Pyrzyce et 53 km au sud-est de la capitale régionale Szczecin.
La gmina couvre une superficie de 94,62 km2 pour une population d'environ  5 970 habitants en 2016.

## Géographie
Outre la ville de Lipiany, la gmina inclut les villages de Batowo, Będzin, Brzostowo, Czajczyn, Dębiec, Derczewko, Dołżyn, Dzieżno, Głębokie, Jarzębnik, Jedlice, Józefin, Krasne, Łasiczyn, Łosiniec, Małcz, Miedzyn, Mielęcinek, Mielnik, Mierzawy, Mironów, Mokronos, Nowice, Osetna, Piaśnik, Połczyno, Przywodzie, Skrzynka, Sokolniki, Sulino, Świerszczyki, Wądół, Wielice, Wojnowice, Wołczyn et Żarnowo.
La gmina borde les gminy de Barlinek, Myślibórz, Przelewice et Pyrzyce.